# Los Duques
Los Duques és una pedania del municipi valencià de Requena (Plana d'Utiel). El 2009 tenia 98 habitants.

## Geografia
Situada a l'oest del terme municipal de Requena, la pedania de los Duques es troba al marge dret de la rambla de los Duques que, junt a la rambla Alcantarilla abocarà les seues irregulars aigües a la rambla Albosa. Els voltants del llogaret es caracteritzen pels terrens plans propis de l'altiplà de Requena, cultivats amb vinyes. Los Duques es troba dins l'àrea del Parc Natural de les Gorges del Cabriol.
S'arriba des de Requena, a 10 quilòmetres aproximadament, prenent la carretera nacional N-322 passant pel Pontón. Ben a prop del llogaret trobem les també pedanies de Campo Arcís (a 3,5 km a l'est) i Casas de Eufemia (a 1,5 km al nord-oest).

## Història i demografia
Sobre el nom del llogaret no hi ha total seguretat, encara que possiblement provinga del cognom de diversos dels seus primers habitants. Així ho afirma Juan Piqueras Hava en la seua "Geografia de Requena- Utiel": “El seu nom és segurament derivat, com en punts altres casos, del cognom dels seus primers pobladors, atès que en les relacions de veïns de mitjan segle xix el cognom Pérez-Duque estava molt estès”. Aquest historiador també documenta que la formació de los Duques com nucli compacte és bastant recent, ja que en 1870 només s'agrupaven 14 cases. Des de principis del segle XX els veïns de diversos caserius propers es van traslladar pràcticament en massa fins a aquesta pedania.
Posteriorment, el 1940 es construeix la carretera local de Campo Arcís, que va esdevenir un nou eix de creixement de la població. Al costat d'aquesta carretera es va aixecar l'Església de Nostra Senyora de L'Encarnació.

## Economia
Los Duques està envoltat de vinyes, de les quals es nodreix la Cooperativa de Nostra Senyora de l'Encarnació, amb al voltant d'un centenar de socis.

## Llocs d'interés

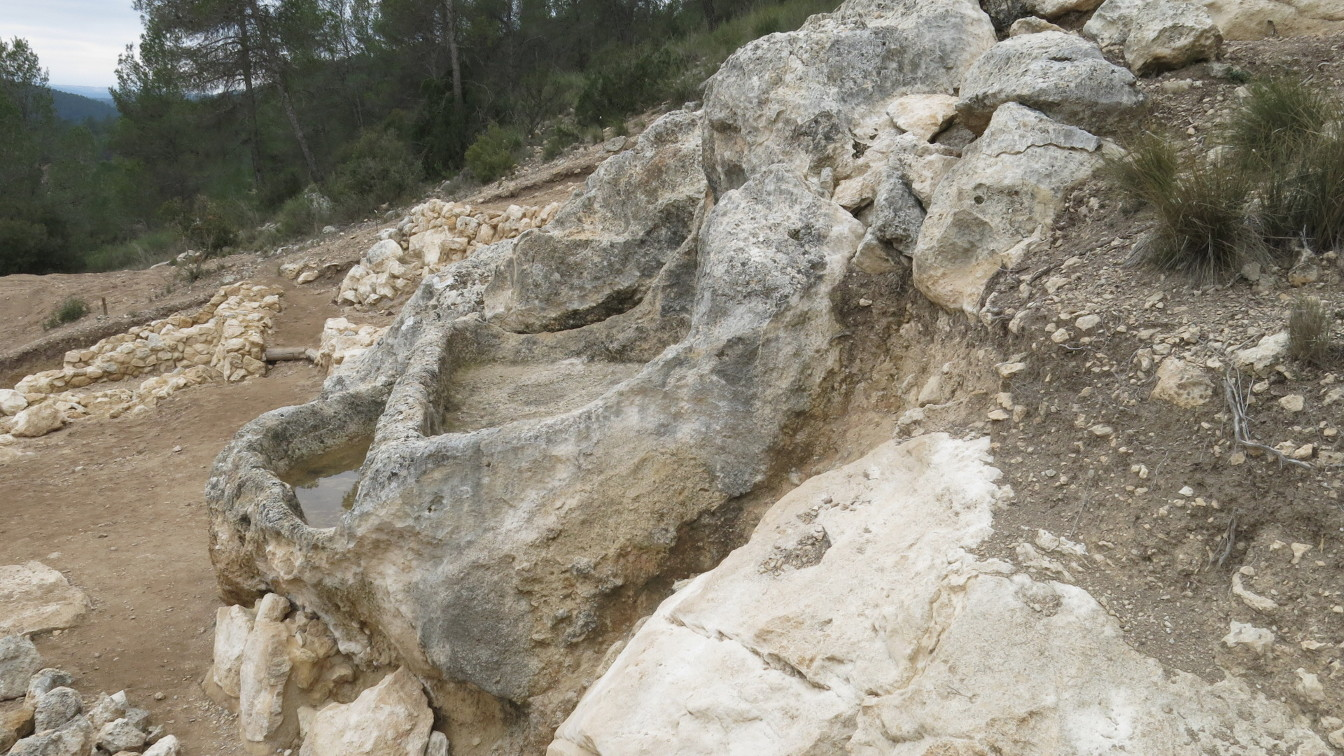
Solana de las Pilillas

- Font de los Morenos. A uns quilòmetres del nucli de població es troba aquesta font ben coneguda per les seues propietats medicinals donades per l'alt contingut en sofre de les seues aigües.
- Solana de las Pilillas. Partida on es troben uns jaciments d'època ibera. Destaquen les basses excavades en la roca per a l'elaboració de vi i oli.
- La Alcantarilla. Paratge natural on els veïns poden gaudir de la natura.

## Festes
Les festes patronals se celebren en honor de la Verge de l'Encarnació, patrona del llogaret, el 25 de març, tot i que els actes festius s'han traslladat a les vacances de Setmana Santa.